# Escudo de Yanhuitlán

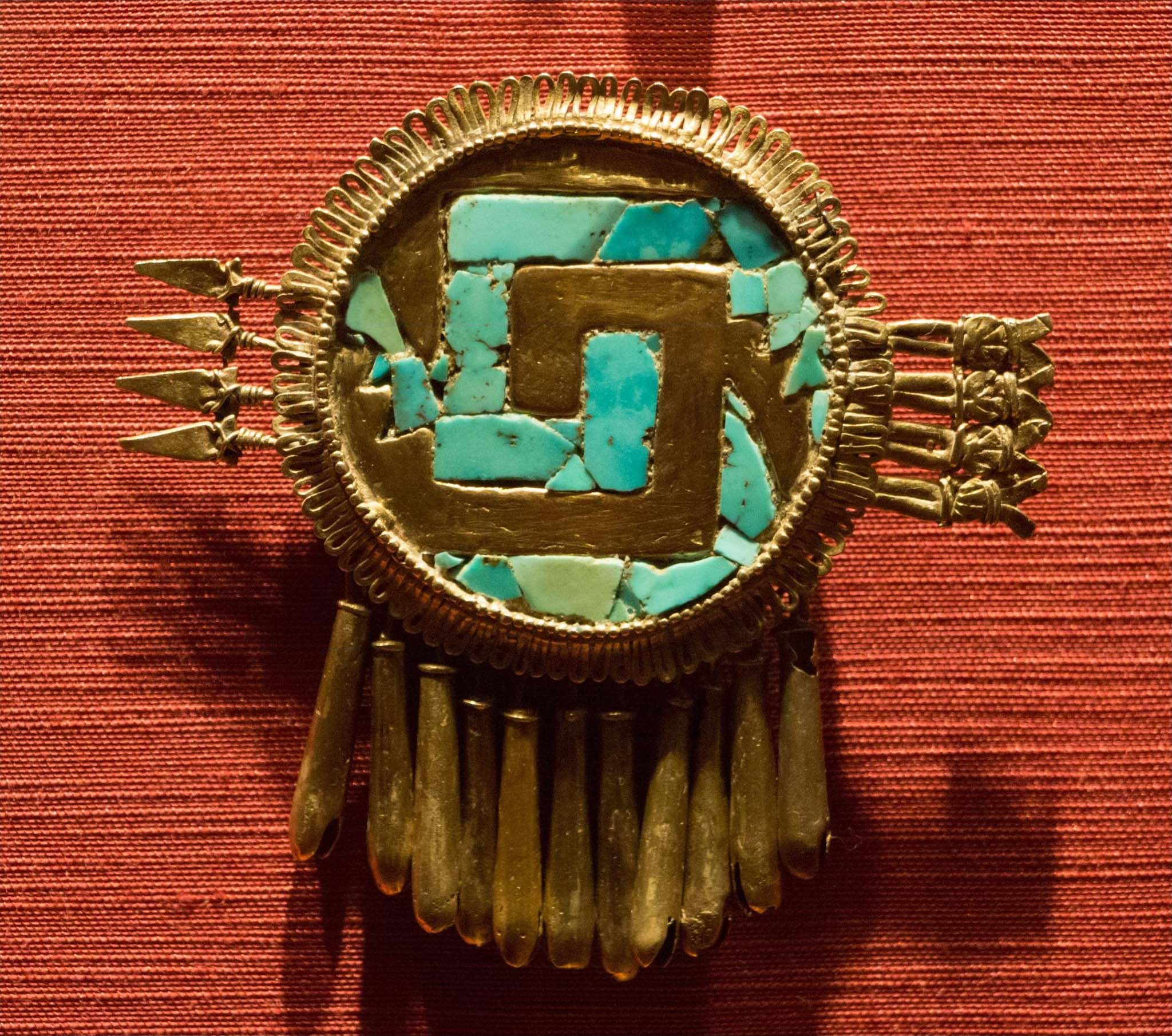
Escudo de Yanhuitlán.

El Escudo de Yanhuitlán es una célebre pieza de orfebrería mixteca. Cultura mixteca, Periodo Posclásico (ss. X-XVI) 

## Descubrimiento
La pieza, también conocida como Chimalli de Yanhuitlán, fue localizada en Yanhuitlán, localidad de la Mixteca Alta oaxaqueña. Se encuentra en el Museo Nacional de Antropología de México. Fue sustraído de ese recinto en 1985, junto con otros 140 objetos de las salas Maya, Oaxaca y Mexica.

## Descripción
El escudo tiene una dimensión de alto 7.8 cm, ancho 8.1 cm, espesor 0.5 cm, diámetro 5.5 cm. Está elaborado en oro y turquesa y pesa 46.19 gr. Presumiblemente fue un adorno pectoral. Combina todas las técnicas de orfebrería conocidas en Mesoamérica: cera perdida, martillado y falsa filigrana. Está compuesto por un círculo rodeado de hilos de filigrana que forman ondas apretadas semejando plumas. En su interior, una greca escalonada, típica del estilo decorativo mixteca, tiene como fondo pequeños mosaicos de turquesa. Acompaña al escudo un haz de cuatro flechas, cuyas puntas y extremos contrarios sobresalen a cada lado del círculo. De la parte inferior pende un grupo de once cascabeles tubulares.
El disco es una representación del Sol. En el pensamiento mesoamericano, el Sol era considerado como un guerrero. Sus rayos eran concebidos como sus armas y recibían el nombre de serpiente de turquesa (en náhuatl, Xiuhcóatl).  El escudo de Yanhuitlan representa, a escala menor, un escudo militar en el cual se entrelazan dos grecas- la de oro y la de turquesa – uniendo simbólicamente, la guerra, el sol y el agua, aludiendo a la fertilidad, la muerte y el renacimiento. Las cuatro flechas que lo atraviesan, representan los rumbos del Universo.